# Dicentrarchus
Dicentrarchus es un género de peces perciformes de la familia Moronidae.

## Etimología
La palabra Dicentrarchus es una combinación de δι /di/, "dos", más κέντρον /kéntron/, "espina", y ἀρχός /archos/, "ano". Es una alusión a las dos espinas de la aleta anal que Gill creía que tenía la lubina europea. En realidad, ambas especies tienen tres espinas en la aleta anal y Gill admitió que no examinó ningún ejemplar.

## Especies
Se reconocen las siguientes especies:
- Dicentrarchus labrax
- Dicentrarchus punctatus